# Nakoniden
Die Nakoniden waren ein elbslawisches Adelsgeschlecht, mit dem sich von 960 bis 1129 sowohl die Hoffnungen als auch das Scheitern der Elbslawen in dem Bemühen um eine mit der polnischen vergleichbare Staatsbildung verbanden.

## Dynastie
Die Zusammenfassung der abodritischen Samtherrscher zu einer nach Nakon benannten Dynastie ist jüngeren Datums. Heinz Stoob stellte in seiner Neuübersetzung der Slawenchronik des Helmold von Bosau als erster ein Stemma der Nakoniden auf. Die wichtigsten Quellen für diese Dynastie sind außer Helmold Thietmar von Merseburg, Adam von Bremen sowie der Däne Saxo Grammaticus.
Es besteht Unsicherheit über die Rangbezeichnung dieser Machthaber: Waren sie Könige, Herzöge oder Häuptlinge? Die meisten Historiker bezeichnen sie als „Samtherrscher“. Im lateinischen Text heißen sie abwechselnd „regulus“ (Kleinkönig), „dux“ (Herzog), "rex" (König) oder „tyrannus“ (Herrscher). Im Zusammenhang mit Knud Lavard, also einem Nichtobotriten, findet sich auch die slawische Bezeichnung Knes.
Die Nakoniden gehörten dem Volk der Abodriten an, das seinerseits in die Unterstämme der Wagrier mit dem Hauptort Starigard/Oldenburg, der Polaben mit den Hauptorten Liubice und Ratzeburg, der Linonen mit dem Hauptort Lenzen an der Elbe sowie der Warnower zerfiel. Diese Stämme hatten jeder seinen Stammeschef, doch scheint es Nakon als erstem gelungen zu sein, sich bei allen Obodriten Respekt zu verschaffen, da ihnen die benachbarten Sachsen je länger desto mehr zu schaffen machten.
Zum Verständnis der politischen Situation der Abodriten muss darauf hingewiesen werden, dass sie mit Karl dem Großen verbündet waren (Schlacht auf dem Sventanafeld), als er die Sachsen unterwarf. Als Grenzscheide zwischen den Sachsen (vorwiegend den Holsten und Stormarn) und Abodriten diente der mit Karl verabredete so genannte Limes Saxoniae, der kein befestigter Grenzwall war, sondern nur aus Wäldern, Heidegebieten und Flüssen bestand, z. B. der Trave. Mit den weiter östlich wohnenden Liutizen, wahrscheinlich den früheren Wilzen, verband die Abodriten eine dauerhafte Stammesrivalität.
Spätestens seit es den Polen bzw. Polanen etwa seit 960 durch Mieszko I. aus dem Geschlecht der Piasten gelang, die auch dort bestehenden Stammesegoismen zu überwinden und zu einer christlich überbauten politischen Einheit zu finden, wurde den Elbslawen deutlich, dass es sich ihnen anbot, den gleichen Weg zu gehen. Nur als christlicher Stammesverband hatten sie eine Chance, sich dem Missionsdruck der Sachsen, der immer auf politische Unterwerfung hinauslief, zu entziehen. Deshalb suchten die Nakoniden immer wieder die Anlehnung an das sich christianisierende Dänemark und die Annäherung ans Christentum, wurden durch den damit verbundenen Zehnten und drastische zusätzliche Steuern jedoch auch immer wieder zurückgestoßen, ganz abgesehen davon, dass die Stämme mit ihren Stammesgottheiten (z. B. Prove in Wagrien, Radegast in Mecklenburg, Swantewit bei den Ranen auf Rügen) auch ihre Identität verbanden und deshalb nicht leichthin bereit waren, sie einer als fremdartig empfundenen Religion aufzuopfern. Das Schwanken zwischen ursprünglicher und christlicher Religion drückt sich u. a. darin aus, dass mehrere dieser Fürsten sowohl einen slawischen wie einen sächsischen Namen führten, was es manchmal nicht leicht macht, die Quellen korrekt zu interpretieren. So könnte sich unter dem Slawenfürsten Billung des Helmold durchaus Nakons Sohn Mistivoj verbergen. Die Dramatik der Konflikte um die Vorherrschaft im westlichen Ostseeraum erhellt auch daraus, dass nur wenige Nakoniden eines natürlichen Todes starben.
Bei den folgenden Angaben in Klammern handelt es sich um die Zeit der jeweiligen Regentschaft.

### Nakon
Nakon (auch Nako, Nakko, Nacco) (vor 955 bis 965/67) erhob sich mit seinem Bruder Stoignew gegen Herzog Hermann Billung, den Markgrafen der Wendenmark. Stoignew wurde in der Schlacht an der Raxa 955 von König Otto I., dem nachmaligen Kaiser, besiegt und enthauptet. Nakons Teilnahme an dem Aufstand ist allerdings nicht belegt. Er selbst nahm wahrscheinlich das Christentum an, denn auf diese Schlacht folgte eine rund 30 Jahre währende Zeit des Friedens, in der die Slawen christlich blieben (Adam). Nakon und seine Nachfolger mit Ausnahme Heinrichs residierten meistens in der nur noch als Ringwall vorhandenen Burg Mecklenburg, benutzten aber Starigard, Liubice und Lunkini/Lenzen gleichsam als Pfalzen. Die Mecklenburg wird bereits von Ibrahim Ibn Jacub als Nakons Burg bezeichnet.

### Mistiwoj
Ob Mistiwoj (auch Mistivoj, Mistui, Mistuwoi, Taufname möglicherweise Billug) (965/67 bis 990/995) Nakons Sohn war, ist nicht eindeutig bezeugt, jedenfalls folge er ihm nach und erlangte die Herrschaft über den abodritischen Stamm, ab dem Jahr 967 auch die Samtherrschaft über den aus mehreren Teilstämmen bestehenden Stammesverband. Unter Mistiwojs christlich-monarchischer Regentschaft erfolgte der Aufbau einer Kirchenorganisation im Abodritenreich durch das um 972 eingerichtete Bistum Oldenburg in Holstein. Zu den Bischöfen sowie den Fürsten der benachbarten Sachsen und Dänen unterhielt Mistiwoj enge Beziehungen, die er durch dynastische Eheschließungen abzusichern suchte. Obwohl ihm für das Jahr 983 eine Beteiligung am Slawenaufstand und die Zerstörung Hamburgs zugeschrieben wird, verlor Mistiwoj als Folge der Erhebung große Teile seines Herrschaftsgebietes an die siegreichen Lutizen. Nachdem er wenige Monate später in Quedlinburg zunächst um die Unterstützung des baierischen Thronanwärters Heinrich II. nachgesucht hatte, erwies er sich bis zu seinem Tod als Verbündeter des römisch-deutschen Königs Otto III., der der Mecklenburg (Burg) 995 einen Freundschaftsbesuch abstattete. Dorthin war 992 auch der Sitz des Oldenburger Bischofs Reinbert verlegt worden.
Erst die neuere Forschung zur Geschichte der Abodriten stuft Mistiwoj auch für die Zeit nach dem Slawenaufstand als „reichsnahen Slawenfürsten“ ein. In den Darstellungen zur ottonischen Kaiserzeit beschränkt sich die Rolle Mistiwojs dagegen nach wie vor auf die Zerstörung Hamburgs und seine Beteiligung am Slawenaufstand von 983.
Bei dem Fürsten Mstidrag (auch Missidrog) könnte es sich um Mistiwojs Bruder gehandelt haben. Mstivojs Tochter Tove heiratete Harald Blauzahn, eine weitere Tochter Hodica war Äbtissin des Frauenklosters auf der Mecklenburg.

### Mistislaw
Mistislaw (auch Mstislaw, Missizla) (ca. 990/995 bis 1018), der schon als junger Mann 982 an der Seite des glücklosen Kaisers Otto II. in der Schlacht bei Crotone gefochten hatte, empfing im September 995 seinen Schutzherrn König Otto III. bei dessen Freundschaftsbesuch auf der Mecklenburg. Mistislaws Förderung des Christentums, sein Kampf gegen den einheimischen Adel und sein Bündnis mit den Billungern entfremden ihn seinem Volk, das sich durch den „Glauben der Sachsen“ in seiner ethnischen, kulturellen und politischen Identität bedroht sieht. Als die Lutizen im Februar 1018 im wohl vermuteten Einverständnis mit Kaiser Heinrich II. im Abodritenreich einfallen, um sich selbst des bedrohlich näher rückenden Christentums und den Kaiser eines Verbündeten der Billunger zu entledigen, erheben sich die Abodriten gegen ihren Fürsten. Mistislaw kann sich von der Mecklenburg grade noch mit Frau und Schwiegertochter in die Burg Schwerin retten. Von dort flieht er, weil er vom Christenglauben nicht lassen will, zu den Billungern nach Lüneburg, wo er angeblich im hohen Alter stirbt. Aus Sicht polnischer und deutscher Historiker verspielten die Abodriten mit der Vertreibung des ungeliebten Herrschers eine ihrer größten Chancen zur dauerhaften Bildung eines eigenen Staates.

### Udo
Udo (auch Uto, Pribignev, Pribygnev) (1020 bis 1028) heißt bei Saxo Grammaticus noch Pribignew. Er hat sich auf den Namen Udo taufen lassen – womöglich war Graf Luder-Udo I. von Stade sein Taufpate. Adam und ihm folgend Helmold bezeichnen Udo als „schlechten Christen“ und führen seine Ermordung 1028 durch einen sächsischen Überläufer auf seine Grausamkeit zurück. Da zwei gleichzeitige Mitfürsten genannt werden (Anadrag/Anatrog und Gneus/-gnew), kann Udos Macht nicht groß gewesen sein. Er soll mit einer Dänin verheiratet gewesen sein.

### Gottschalk
Gottschalk (um ca. 1043 bis 7. Juni 1066 in Lenzen) war der Sohn Udos und seiner dänischen Ehefrau (der Schwiegertochter, mit der Mistislaw sich nach Schwerin rettete). Er erfuhr in Lüneburg während seines dortigen Schulbesuchs von der Ermordung seines Vaters, habe, um ihn zu rächen, die Elbe überquert, einen Räuberhaufen zusammengesammelt und erneut Nordelbien mit Feuer und Schwert verwüstet. Hiervon habe ihn die Begegnung mit einem christlichen Sachsen abgebracht, dessen Darstellung der Leiden des Volkes sein Gewissen gerührt haben soll. Gottschalk ging 1028 zu König Knut dem Großen nach England.
Bis zu seiner Rückkehr rund 15 Jahre später bemühten sich Ratibor († 1043, Nakonide, ein anderer Abkomme Mstivojs) und weitere „tyranni“ um Einfluss: „Der Slawenherzog Ratibor wurde (1043) von den Dänen erschlagen. Er war Christ und ein sehr mächtiger Herr unter den Barbaren. Er hatte acht Söhne, Slawenfürsten, die alle von den Dänen erschlagen wurden, als sie ihren Vater zu rächen suchten“ (Adam).
1043 kehrte Gottschalk mit Sigrid nach Elbslawien zurück und rechristianisierte seinen Einflussbereich mit so großem Eifer, „dass er den dritten Teil derer bekehrte, die unter seinem Großvater Mstivoj (!) ins Heidentum zurückgefallen waren“ (Helmold). Gottschalk lehnte sich stark an Erzbischof Adalbert von Bremen und Hamburg an, der ein nordisches Patriarchat anstrebte, in das ein selbständiges Elbslawien/Nordalbingien/Abodritien gut hineingepasst hätte. Als Adalbert entmachtet worden war, zettelte wahrscheinlich Blusso, Gottschalks Schwager, einen Aufstand an. Gottschalk wurde in der Burg Lenzen erschlagen, Blusso ebenfalls, und Kruto, ein Nichtnakonide, Sohn des Grin, kam an die Macht (1066 bis 1093). Kruto wird von den Quellen als skrupelloser Heide beschrieben. „Die Tochter des Dänenkönigs (Sigrid) wurde mit ihren Frauen in der Abodritenfeste Mecklenburg entdeckt und nackend davongejagt“ (Adam). Heinrich, Gottschalks Sohn von Sigrid, rettete sich nach Dänemark.

### Budivoj
Budivoj (auch Butue, Buthue) (1066 bis 1071) war der ältere Sohn Gottschalks von einer unbekannten Frau. Seine Herrschaft war geprägt von Auseinandersetzungen mit dem auf der Oldenburg in Wagrien residierenden Teilstammesfürsten Kruto, in denen Budivoj Samtherrschaft und Leben verlor, als er bei Plune in eine Falle gelockt und erschlagen wurde. Nach Einschätzung des Chronisten Helmold von Bosau war Budivoj ein schwacher Fürst, der aufgrund seines christlichen Glaubens und seiner Freundschaft mit den sächsischen Billungern bei seinem Stamm als Verräter an der Freiheit angesehen wurde. Der bei Helmold erwähnte Pribislaw (auch Pribizlaus) war wahrscheinlich sein Sohn; er wurde wegen seiner Gastlichkeit von Helmold gerühmt und ließ sich taufen.

### Heinrich
Heinrich von Alt-Lübeck war der einzige nakonidische Herrscher, der von den Zeitgenossen als König (rex) bezeichnet wurde. Während der Rebellion gegen seinen Vater Gottschalk floh er mit seiner dänischen Mutter Sigrid, einer Schwester oder Tochter des dänischen Königs Sven Estridsson, nach Dänemark. Nach seiner Rückkehr aus dem dänischen Exil ließ Heinrich 1090 den in Wagrien ansässigen abodritischen Samtherrscher Kruto umbringen und erlangte mit sächsischer Unterstützung in der Schlacht bei Schmilau 1093 auch die Herrschaft über Polaben und Abodriten. In der Folgezeit dehnte er seine Herrschaft bis an Oder und Havel aus und drang 1123/1124 bis nach Rügen vor. Das Prägen eigener Münzen, die Erhebung Alt-Lübecks zu seiner Residenz und die Errichtung einer steinernen Kirche sind Ausdruck seines überregionalen Herrschaftsanspruchs. Als Heinrich gegen den Widerstand der antichristlichen und antisächsischen Opposition damit begann, die fest in ihrem heidnischen Glauben verwurzelte Bevölkerung zu missionieren, wurde er 1127 ermordet.
Unter Heinrich erreichte das Abodritenreich seinen Höhepunkt. Heinrich gelang es in den mehr als 30 Jahren seiner Herrschaft, zwischen den expandierenden Königreichen der Dänen und der Deutschen einen Staat der Slawen aufzubauen. Nach innen vermochte er die heterogenen Verhältnisse hingegen nicht dauerhaft zu überwinden, wie am schnellen Zerfall des Reiches nach seinem Tod deutlich wird.

### Heinrichs Söhne
Heinrich hatte vier Söhne. Waldemar († 1123) und Mstivoj († 1127) starben vor ihrem Vater. Zwischen Knut und dem erstgeborenen Sventipolk brach ein Bürgerkrieg aus, in dessen Verlauf Sventipolk Knut mit Hilfe der Holsten in der Burg Plön belagerte. Sie einigten sich auf eine Landesteilung, aber Knut wurde bereits 1128 in Lütjenburg erschlagen. Sventipolk, nunmehr Alleinherrscher in Wagrien, unternahm mit Graf Adolf von Schauenburg und den Stämmen der Holsten und Stormaren einen Feldzug gegen die Abodriten. Sie eroberten die Burg Werle und bezwangen nach fünf Wochen Belagerung die Hauptburg der Kessiner. Der mit den Sachsen siegreiche Sventipolk erlaubte Bischof Vizelin die erneute Mission in Liubice, aber nach einem Angriff der Ranen und der Zerstörung der Stadt flohen die von Vizelin entsandten Priester Ludolf und Volkward nach Faldera. Noch im gleichen Jahr wurde Sventipolk im Auftrag des reichen Holsten Daso ermordet, sein Sohn Swineke 1129 bei der Ertheneburg an der Elbe erschlagen.
Mit Swineke wurde die letzte Möglichkeit der Abodriten auf Bewahrung ihrer politischen Eigenständigkeit begraben. „So erlosch Heinrichs Geschlecht in der Herrschaft über die Slawen mit dem Tod seiner Söhne und Enkel.“ (Helmold I, 48).

## Nachgeschichte
Knud Lavard, Thronanwärter von Dänemark, erkauft sich 1128 die Belehnung mit dem Abodritenreich von König Lothar III., wird aber bereits 1131 von seinem Vetter Magnus ermordet.
1132 übernimmt Niklot, ein Nichtnakonide, die Macht im östlichen Einflussgebiet, während mit Budivojs Sohn Pribislaw ein Nakonide noch bis 1138/39 in Wagrien regiert. Niklot fällt im Krieg gegen Sachsen und Dänen 1160. Sein Sohn Pribislaw erhält Mecklenburg als Lehen von Heinrich dem Löwen und wird zum Stammvater des Hauses Mecklenburg (bis 1918).

## Mögliche Nakoniden
- Estrid (um 979-um 1035), Ehefrau von Olof Skötkonung, König von Schweden, Mutter von Anund Jakob, König von Schweden und Ingegerd, Großfürstin von Kiew

Sie war obodritischer Herkunft. Eine Verbindung auf einer solch herausgehobenen Ebene lässt die Möglichkeit einer Herkunft von den Nakoniden denkbar erscheinen.